# Pomatocalpa truncatum
Pomatocalpa truncatum là một loài thực vật có hoa trong họ Lan. Loài này được (J.J.Sm.) J.J.Sm. miêu tả khoa học đầu tiên năm 1912.